# Pyrargyrite
La pyrargyrite est un minéral de composition chimique Ag3SbS3. C'est un sulfosel d'argent pouvant contenir des traces d'arsenic, qui forme une série continue avec la proustite. Il a la particularité d'être photosensible et perd sa transparence, sa couleur et son éclat pour devenir sub-métallique à noir. Il y a un dimorphisme avec la pyrostilpnite.

## Historique de la description et appellations

### Inventeur et étymologie
Minéral décrit par Ernst Friedrich Glocker  en 1831 et nommé d’après la racine grecque "Pyros" = feu et "Argyros" = argent, en allusion à sa couleur et à sa composition chimique.

### Synonymes[4]
- aerosite
- argyrythrose, (François Sulpice Beudant 1837)[5]
- argent antimonié sulfuré, (René Just Haüy 1809)
- argent sulfuré fragile
- braardite
- mine d'argent rouge
- mine d'argent rouge antimoniale

## Caractéristiques physico-chimiques

### Cristallographie
- Paramètres de la maille conventionnelle : a = 11,047 Å, c = 8,719 Å, Z = 6 ; V = 921.48
- Densité calculée = 5,86

## Gîtes et gisements

### Gîtologie
La pyrargyrite se forme en milieu hydrothermal de basse température, et par altération d'autres minéraux d'argent.
Elle était autrefois exploitée dans le gisement allemand de Rammelsberg.

### Gisements producteurs de spécimens remarquables
- Allemagne

 Gnade Gottes, Saint-Andreasberg, St Andreasberg District, Harz, Basse Saxe,
- États-Unis

Morning Star Mine, Mogul Peak, Monitor - Mogul District, comté d'Alpine, Californie,
- France

La Bousole, Palairac, Mouthoumet, Aude
Mine Wilhelm, Sainte-Marie-aux-Mines, Haut-Rhin
Mine des Farges, Ussel (Corrèze)
- Mexique

La Luz, Mun. de Guanajuato, Guanajuato
- Pérou

Mines de Huaron, San Jose de Huayllay District, Cerro de Pasco, Daniel Alcides Carrión Province, Région de Pasco

## Galerie

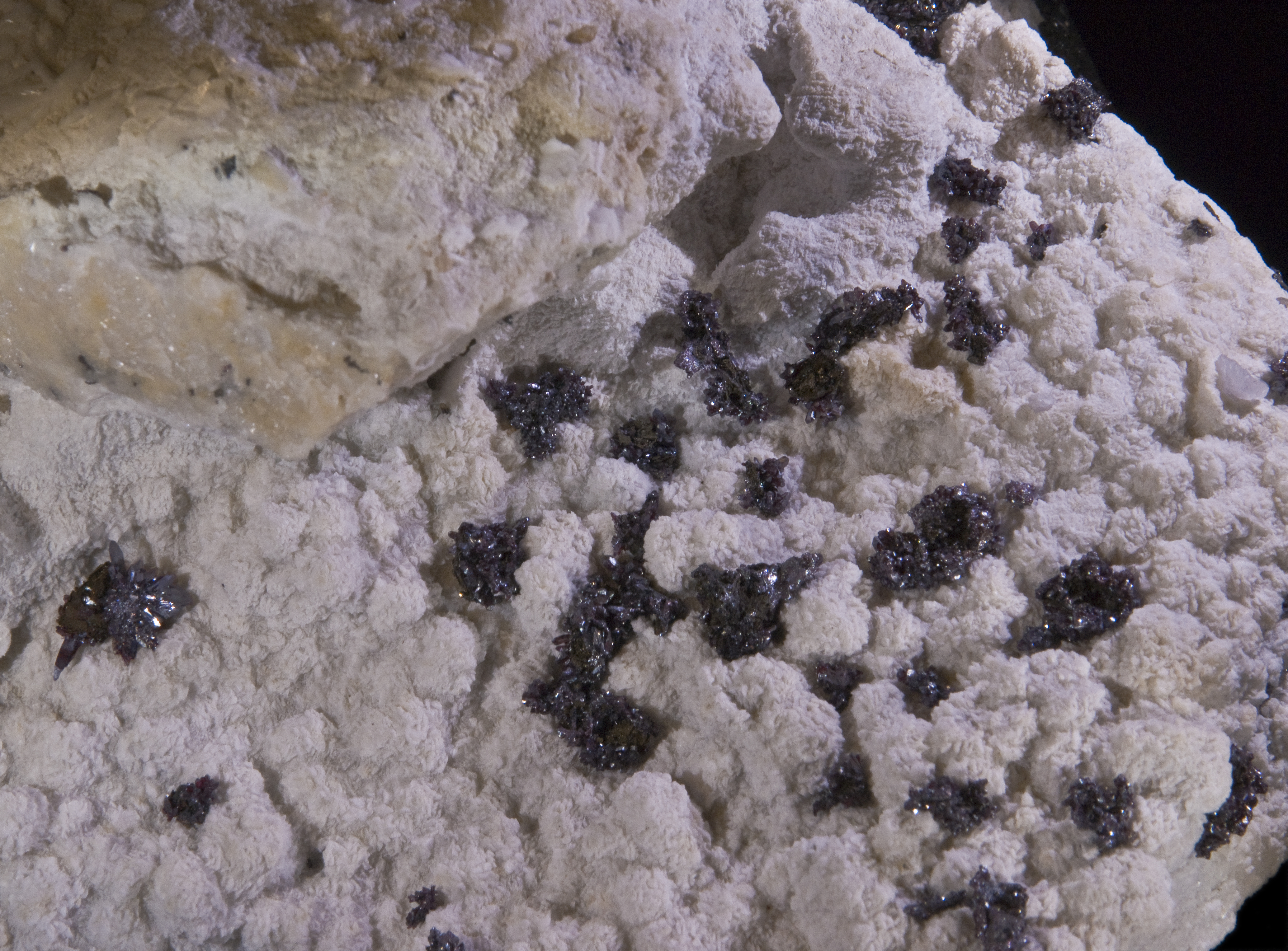
Pyrargyrite - Mines de Huaron, Pérou (9,5 × 7,5 cm)
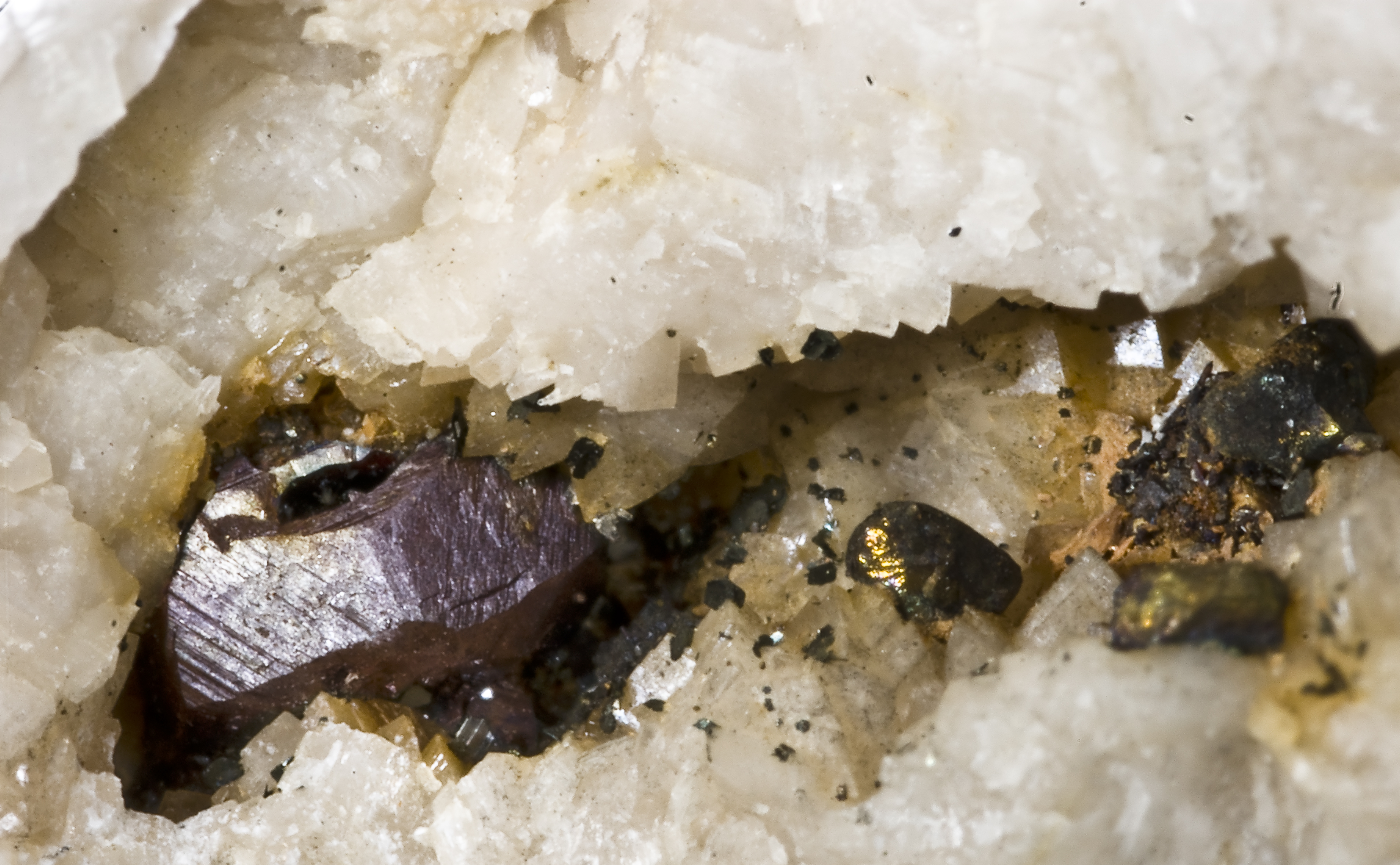
Pyrargyrite ankérite stéphanite (minéral) - Saxe Allemagne